# Aenictus togoensis
Aenictus togoensis är en myrart som beskrevs av Santschi 1915. Aenictus togoensis ingår i släktet Aenictus och familjen myror. Inga underarter finns listade i Catalogue of Life.